# Temporada de ciclones no Índico Sudoeste de 2017-2018
A temporada de ciclones do Sudoeste do Oceano Índico de 2017-18 foi uma temporada abaixo da média que produziu apenas 8 tempestades tropicais, das quais 6 se tornaram ciclones tropicais. Foi um evento no ciclo anual de formação de ciclones tropicais e subtropicais. Começou oficialmente em 15 de novembro de 2017 e terminou oficialmente em 15 de maio de 2018, nas Maurícias e nas Seychelles. Para o resto da bacia, a temporada terminou em 30 de abril de 2018. Essas datas delimitam convencionalmente o período de cada ano em que a maioria dos ciclones tropicais e subtropicais se forma na bacia, que fica a oeste de 90°E e ao ul do Equador. Os ciclones tropicais e subtropicais nesta bacia são monitorados pelo Centro Meteorológico Regional Especializado em La Réunion.

## Resumo sazonal
Apesar da temporada começar oficialmente em 15 de novembro de 2017, a bacia não apresentava sistemas tropicais em novembro e dezembro, devido a temperaturas da superfície do mar abaixo da média e um período de ventos alísios aprimorados, fazendo com que as condições em toda a bacia fossem desfavoráveis para a ciclogênese tropical. Isso fez da temporada 2017-18 a terceira consecutiva a não apresentar um sistema tropical antes de 1 de Janeiro. O primeiro sistema, o Ciclone Tropical Ava, tornou-se um distúrbio tropical apenas em 1 Janeiro de 2018, colocando 2017-18 nas cinco últimas temporadas desde que a era dos satélites começou em 1967. Janeiro, no entanto, foi muito ativo com quatro sistemas nomeados em desenvolvimento (incluindo Irving que entrou na bacia da região australiana); Berguitta e Cebile em particular se tornariam ciclones tropicais intensos na escala de Météo-France La Réunion. Isso empatou com 1968 para o janeiro mais ativo e ficou logo atrás de fevereiro de 1971 para as tempestades mais nomeadas se formando em um mês.
Após a dissipação de Cebile em 7 Fevereiro, nenhuma atividade ciclônica ocorreu na bacia por três semanas. Março contou com dois sistemas: Dumazile na primeira semana do mês e Eliakim na terceira. A inatividade se instalou novamente depois que Eliakim se dissipou em 20 de março e durou um mês. A última semana de abril viu dois sistemas, Fakir e Flamboyan (que entraram na bacia da região australiana). A temporada terminou em 1 Maio — cerca de duas semanas depois do normal — com a dissipação de Flamboyan. No geral, a temporada apresentou atividade quase normal com oito tempestades nomeadas (em comparação com a média de nove). No entanto, uma fração maior do que o normal dessas tempestades nomeadas atingiu o status de ciclone tropical. A época também apresentou um impacto maior do que o habitual nas áreas terrestres, pois a maioria dos sistemas se formou na parte oeste da bacia e, portanto, estavam mais próximos da terra. As Ilhas Mascarenhas foram especialmente atingidas, particularmente a Reunião, que sofreu os efeitos de cinco ciclones.

### Efeitos na Reunião

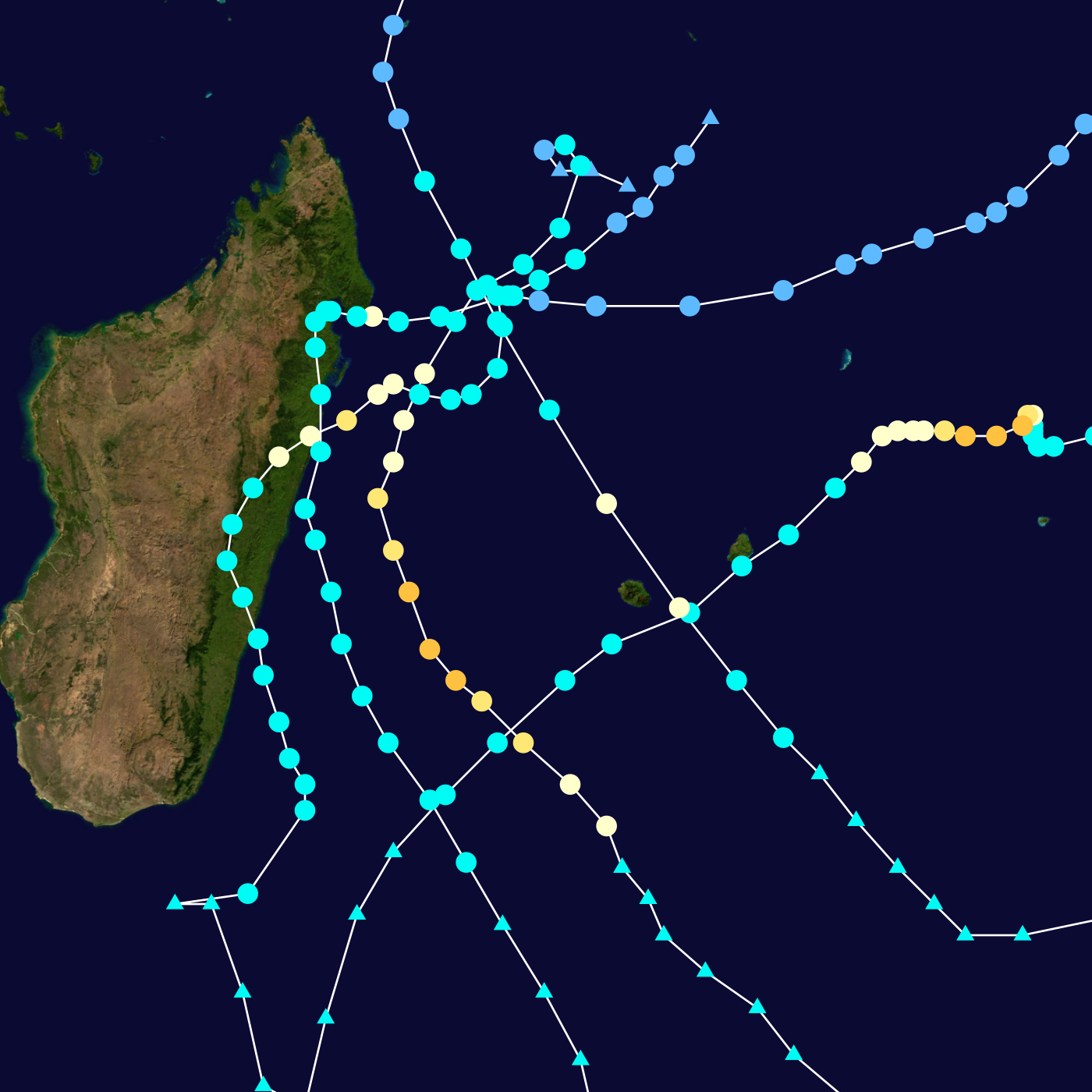
Mapa traçando a trilha e a intensidade da tempestade tropical Eliakim e dos ciclones Ava, Berguitta, Dumazile e Fakir perto de Reunião e Madagascar, de acordo com a escala Saffir-Simpson

A temporada teve um impacto em grande escala em toda a Reunião, com cinco ciclones: Ava, Berguitta, Dumazile, Eliakim e Fakir, afetando a ilha. O acúmulo de chuvas dos ciclones gerou ravinas que impediram os funcionários de chegar ao trabalho e causaram danos significativos às operações de pesca de pequena escala, agricultura, estradas, casas e infraestrutura pública. As avaliações preliminares de danos totalizaram pelo menos € 15 milhões (US$ 17,6 milhões), no entanto, o total final deveria ser significativamente maior. Em maio de 2018, as empresas de eletricidade e água estavam realizando reparos diariamente. Reparos também estavam ocorrendo em falésias. Berguitta e Fakir danificaram as praias de Wolmar e Tamarin, deslocando areia.
Fakir promoveu as perdas de Berguitta nas cidades de Tampon, Saint-Louis, Petite-Ile e Saint-Joseph. A subida do rio Saint-Etienne destruiu completamente a ponte Ouaki e mais de 100 m (330 ft) da estrada perto de Saint-Louis. As chuvas torrenciais de Fakir paralisaram os esforços de reconstrução pela terceira vez naquele ano. Uma trilha que liga Bois Court e Grand Bassin estava programada para reabrir em abril de 2018, depois de ter sido fechada desde 12 de fevereiro de 2018. Os trabalhos de estabilização das falésias, após fortes chuvas de Berguitta e Dumazile, ocorreram em março. A trilha Dos d'Ane-Deux Bras, danificada por Ava, Berguitta, Dumazile e Fakir, foi reaberta em 17 de julho de 2018. Vários deslizamentos de terra ocorreram na rodovia RN5, a única estrada principal para Cilaos, depois de Ava, Berguitta e Dumazile, resultando no fechamento da estrada por mais de quatro meses. As obras de reparação de duas pontes foram interrompidas devido à proibição de grandes máquinas no rio e ameaças de processos criminais contra os trabalhadores. Os protestos eclodiram em 7 de março de 2018 como resultado da interrupção do trabalho.
Novas culturas plantadas após o ciclone Berguitta foram amplamente destruídas pelo ciclone Dumazile apenas algumas semanas depois. Nesse ponto, a ilha havia experimentado quase três meses de chuvas contínuas, com apenas dez dias secos. Esperava-se que vários itens, incluindo saladas, abobrinha, agrião, cenoura e tomate, estivessem em falta ou totalmente indisponíveis. Três sistemas, principalmente Fakir, causaram danos significativos à cana-de-açúcar. As estimativas para a safra de açúcar caíram para 1,600,000 metric tons (1,800,000 short tons), a menor desde que o ciclone Gamede afetou a Reunião em 2007. Essas perdas representam pelo menos 20% da produção de cana-de-açúcar. A safra real de açúcar foi inferior ao previsto, atingindo 1,600,000 metric tons (1,800,000 short tons), que foi a pior colheita em mais de cinquenta anos. Berguitta, Fakir e outros eventos significativos de chuva causaram € 39,3 milhões (US$ 46,5 milhões) em perdas agrícolas. O governo da província de Reunião destinou € 41,5 milhões (US$ 49,1 milhões em ajuda para fazendas que sofreram perdas devido aos eventos climáticos mencionados acima e aos protestos dos Coletes Amarelos que ocorreram em novembro de 2018. Uma ajuda adicional de € 16 milhões (US$ 18,9 milhões) foi aprovada para projetos de investimento, aumento da renda dos agricultores, criação de oportunidades de emprego e redução de preços.
Em março de 2019, a Confederação Geral de Plantadores e Criadores da Ilha da Reunião solicitou ao ministro da Agricultura que aumentasse a taxa de dispersão do pacote de ajuda para ajudar nos esforços de recuperação. A ajuda de € 2.000 (US$ 2.350) por 1 hectare (2.5 acres) também foi prometida para algumas fazendas, no entanto, a dispersão da ajuda foi lenta. Após o Fakir, os preços dos vegetais deveriam aumentar mais uma vez. Uma ajuda adicional de € 2,3 milhões (US$ 2,7 milhões) foi autorizada até 2 de maio de 2018 pelo Conselho Departamental da Reunião. Pelo menos 95 agricultores receberam pelo menos € 220.000 (US$ 258.800) em ajuda por danos sofridos durante a temporada até 11 de julho de 2018. Especialistas agrícolas previram que levaria meses ou anos para os agricultores recuperarem as perdas sofridas durante a temporada de ciclones.
Depois de Ava, Berguitta, Dumazile e Fakir, o prefeito de Sainte-Suzanne convocou uma reunião de emergência da Associação de Prefeitos da Ilha da Reunião para discutir possíveis soluções para os problemas causados por essas tempestades. O deputado David Lorion solicitou que o governo da Prefeitura de Reunião e o Ministro do Ultramar estabeleçam um fundo de ajuda para ajudar a reparar os danos sofridos por inundações e deslizamentos de terra durante os ciclones Berguitta e Fakir.
A temporada teve um impacto considerável nos planos, alertas climáticos, padrões de construção e infraestrutura. O Partido Comunista da Reunião discutiu a implementação de várias melhorias após a temporada, incluindo redesenhar áreas de risco e diretrizes de construção e adaptar os horários escolares ao clima da ilha. Perto de Saint-Pierre, pelo menos € 6,1 milhões (US $ 7,3 milhões) em fundos foram fornecidos para melhorar a rodovia Chemin Stéphane, uma estrada usada por mais de 8.500 pessoas por dia, construindo melhores redes de drenagem, novas calçadas e uma nova pista de circulação. O governo da província de Reunião reuniu os prefeitos em 4 de maio de 2018 para discutir a implementação de um novo sistema de alerta para a próxima temporada de ciclones. Um novo alerta roxo foi criado para ciclones que afetam a ilha com ventos superiores a 200 km/h (120 mph). O sistema de alerta também foi modificado para permitir declarações de alerta como resultado de chuvas fortes. O trabalho de reparo no Bras de Cilaos após Berguitta foi interrompido após chuvas torrenciais durante o ciclone Dumazile. Os protestos eclodiram em Cilaos porque o adiamento dos trabalhos deixou 400 pessoas isoladas do outro lado da cidade e mais 100 em Îlet Furçy.

## Sistemas

### Ciclone Tropical Ava
Uma área de baixa pressão formada em 27 de dezembro de 2017 e foi classificado como uma perturbação tropical pela Météo-France La Réunion (MFR) em 30 de Dezembro. Tornou-se a Tempestade Tropical Moderada Ava em 2 janeiro de 2018 e intensificou-se para atingir o pico de intensidade com ventos sustentados de 10 minutos de 80 kn (150 km/h; 92 mph), ventos sustentados de 1 minuto de 95 kn (176 km/h; 109 mph), e uma pressão central de 965 hPa (28.5 inHg) em 5 Janeiro. Ava atingiu Madagascar pouco depois e ressurgiu sobre a água como uma tempestade tropical fraca em 7 Janeiro. Tornou-se pós-tropical em 8 janeiro e se dissipou no dia seguinte.
Ava impactou severamente Madagascar, causando pelo menos 73 mortes. Ava combinou com a monção sazonal para infligir US$ 195 milhões em perdas em todo o país. Pelo menos 51.000 pessoas ficaram desabrigadas no rastro de Ava. Mais de uma dúzia de instalações de saúde foram destruídas e quase 150 escolas foram impactadas. Várias dezenas de salas de aula foram usadas como abrigos para mais de 20 mil pessoas que foram deslocadas pela tempestade e mais de trinta mil alunos não puderam ir à escola. Inundações e deslizamentos de terra forçaram a evacuação de milhares de pessoas na capital Antananarivo, Brickaville, Toamasina, Mananjary e Ifanadiana. A tempestade causou danos significativos à infraestrutura em todo o país, com inundações arrastando pontes e danificando estradas. Chuvas fortes também ocorreram nas Maurícias, inundando estradas e casas. A chuva danificou ou destruiu trinta a cinquenta por cento das plantações nas plantações locais.

### Ciclone Tropical Irving
O ciclone tropical Irving foi nomeado pelo Bureau of Meteorology of Australia em 6 de Janeiro, quando cruzou para a bacia do Sudoeste do Oceano Índico algumas horas depois. Ele se fortaleceu para um equivalente a um ciclone de categoria 2, antes de enfraquecer quando virou para o sudoeste. Tornou-se pós-tropical em 9 de Janeiro quando se dissipou a oeste de Madagascar. Ficou bem da terra.

### Ciclone Tropical Intenso Berguitta
Berguitta formou-se em 11 de Janeiro e se dissipou em 19 de Janeiro.
Berguitta trouxe ventos prejudiciais e chuvas torrenciais para Rodrigues. A ilha recebeu quase um quarto de sua precipitação média anual entre 13 e 15 de janeiro. Como resultado, ocorreram inundações severas e em larga escala, principalmente em regiões baixas. As árvores derrubadas danificaram as linhas de energia e as enchentes bloquearam as estradas. Na Ilha Maurícia, dois dias de chuvas ininterruptas de 17  a 18 de janeiro também resultaram em inundações severas. As águas da inundação danificaram cerca de 75 a 80 por cento da agricultura da ilha e danificaram edifícios. Os serviços de água na capital de Port Louis foram interrompidos pela tempestade, e cerca de 6.800 residências ficaram sem energia devido à queda de árvores nos cabos elétricos. Duas pessoas morreram na ilha: uma pessoa caiu de uma escada e outra morreu em um acidente de trânsito. Pelo menos ₨ 2 mil milhões (US $ 58 milhões) em perdas econômicas ocorreram em toda a nação insular. O governo das Maurícias atribuiu fundos de ajuda a pelo menos 13.000 cidadãos. Protestos eclodiram duas vezes no país: o primeiro ocorreu como resultado de pagamentos atrasados e pequenos de fundos de ajuda, e o segundo ocorreu vários meses depois como resultado de famílias sendo despejadas de centros de evacuação de desastres.
Chuvas fortes e ventos impactaram a Reunião em 18 de janeiro, causando inundações e deslizamentos de terra em toda a região sul da ilha. A tempestade bateu vários recordes de chuvas, principalmente no Grande Coude, onde 1,862 mm (73.3 in) de chuva caiu durante um trecho de 8 dias. As enchentes danificaram rodovias, arruinaram a agricultura, e causaram o desaparecimento de uma pessoa depois que foram levadas pela água. Pelo menos 100.000 clientes ficaram sem energia e o acesso à água potável foi cortado em várias comunas. Os danos agrícolas foram estimados em € 16,7 milhões (US $ 20,5 milhões), enquanto as perdas econômicas totais em Reunião foram de € 41 milhões (US $ 50 milhões). A única grande rodovia que liga Cilaos a outras cidades foi cortada por vários deslizamentos de terra, parando a economia local. O governo da Prefeitura de Reunião forneceu vários milhões de euros em ajuda humanitária, no entanto, os esforços de reconstrução foram posteriormente interrompidos pelos ciclones Dumazile e Fakir.

### Depressão Tropical 04
A depressão se formou em 14 de janeiro e se dissipou em 16 de janeiro.
A depressão formou-se sobre o Canal de Moçambique antes de atingir Moçambique. Seus remanescentes ressurgiram sobre o Canal de Moçambique antes de passar por Madagascar. A depressão se regenerou depois de ressurgir no oceano antes de se dissipar a nordeste de Madagascar.

### Ciclone Tropical Intenso Cebile
Cebile formada em 26 janeiro e se dissipou em 7 de Fevereiro. Um ciclone de longa duração, moveu-se erraticamente para o oeste, depois para o sul, depois para o leste, para o sul, para o sudeste, depois para o sul novamente, para o oeste, quando começou a se tornar extratropical. Ele atingiu o pico como um ciclone tropical intenso, ou equivalente a um forte ciclone de categoria 4. Ficou bem longe da terra.

### Ciclone Tropical Intenso Dumazile
Dumazile formado a partir de um baixo em 2 de Março. Depois de se formar, Dumazile começou a circundar um cavado subtropical ao este.  Dumazile trouxe chuva forte para Madagáscar. Dumazile atingiu o pico em 5 de março com ventos sustentados de 10 minutos de 90 kn (170 km/h; 100 mph), ventos sustentados de 1 minuto de 110 kn (200 km/h; 130 mph), e uma pressão central de 945 hPa (27.9 inHg).  Dumazile então começou a enfraquecer como resultado do aumento do vento de cisalhamento de um sistema de baixa pressão para o sudoeste e tornou-se pós-tropical no início de 7 de Março.
A Dumazile interrompeu os esforços de recuperação que estavam em andamento depois que o ciclone Berguitta atingiu a ilha apenas dois meses antes, causando mais danos. A destruição das culturas plantadas após o ciclone Berguitta levou à escassez de vários alimentos. Nas regiões costeiras e montanhosas da Reunião, inundações e deslizamentos de terra danificaram rodovias. As ondas altas erodiram a areia ao longo da costa, danificaram estruturas nas praias e danificaram os portos. Inundações severas e ventos fortes causaram € 3 milhões (US $ 3,73 milhões) em perdas agrícolas em toda a ilha. Chuvas fortes e redes de drenagem danificadas levaram a inundações em Toamasina, Madagascar.

### Tempestade Tropical Severa Eliakim
Eliakim formou-se a 14 de março e se dissipou em 20 de Março.
Eliakim desembarcou em Madagascar em 16 de março. Milhares de indivíduos ameaçados de extinção foram evacuados. Um pico de chuva total de 388 mm (15.3 in) foi observado em Île Sainte-Marie. As chuvas torrenciais causaram graves inundações em várias regiões. Pelo menos 21 pessoas foram mortas pela tempestade e outras 19.400 ficaram desabrigadas. Mais de 17.200 casas, 1.100 salas de aula, 27 unidades de saúde e 15 estradas sofreram danos. Os custos de reparação dos danos foram estimados em 10 mil milhões de ariary malgaxe (US$ 3,21 milhões). A ilha da Reunião viu ondas altas atingindo 5–6 m (16–20 ft) de altura, e regiões do Quênia foram inundadas.

### Faquir do ciclone tropical
Faquir formou-se em 22 de abril e tornou-se pós-tropical em 24 de Abril.
Fakir despejou chuvas torrenciais em Reunião de 25 a 26 de abril, resultando em inundações e deslizamentos de terra. Apagões ocorreram ao redor da ilha depois que as linhas elétricas foram derrubadas pelos ventos ou danificadas pelo colapso das árvores. O acesso à água potável foi restringido em algumas áreas. Inundações e deslizamentos de terra causaram danos significativos a edifícios residenciais e públicos. Duas pessoas morreram em L'Étang-Salé depois que um deslizamento de terra soterrou sua casa. As fortes chuvas e as inundações que se seguiram devastaram a agricultura, destruindo colheitas e afogando o gado. Os danos na Reunião foram estimados em € 15 milhões (US$ 17,7 milhões). Declarações de desastre foram ativadas em 15 municípios logo após a tempestade. Nos meses seguintes, os governos locais e departamentais forneceram ajuda aos agricultores. O preço das frutas e verduras foi significativamente maior até seis meses após o Fakir. Nas Maurícias, as árvores foram derrubadas, as colheitas foram danificadas e as estradas foram inundadas.

### Tempestade Tropical Severa Flamboyan
No final de abril, uma onda de Rossby se movendo para o oeste gerou uma baixa tropical na bacia australiana, a sudoeste da Indonésia. Moveu-se geralmente para o sudoeste em torno de um cume a sudeste. A baixa acabou se intensificando no equivalente a uma tempestade tropical moderada, após o que o TCWC Jacarta a chamou de Flamboyan. Em abril 28, Flamboyan cruzou para o sudoeste do Oceano Índico. Localizou-se em uma área de baixo cisalhamento, com uma área compacta de trovoadas próximo ao centro. A tempestade flutuou de intensidade no dia seguinte devido ao ar seco, antes de se fortalecer para seu pico em abril 30. O pico MFR estimado 10 ventos minutos de 110 km/h (68 mph), tornando Flamboyan uma tempestade tropical severa, enquanto o JTWC avaliou um pico mais alto de 130 km/h (81 mph), o equivalente a um furacão mínimo. No seu pico, a tempestade tinha um olho no centro de sua convecção. Posteriormente, Flamboyan começou a enfraquecer devido ao aumento do cisalhamento do vento e águas mais frias, enquanto se curvava para o sul em torno de um cume. Por 1 de maio, a circulação foi exposta a partir da convecção, sinalizando que a tempestade não era mais tropical. Flamboyan acelerou para sudeste e foi notado pela última vez pelo MFR em 4 de maio reentrando na bacia australiana.

### Outros sistemas
A primeira perturbação desta temporada, um sistema de baixa pressão, classificado como baixa tropical pelo Australian Bureau of Meteorology, moveu-se para oeste-sudoeste através do 90º meridiano leste até a bacia do Sudoeste do Oceano Índico em 8 de agosto. Às 10:00 UTC do dia seguinte, a Météo-France Réunion atualizou o sistema de baixa pressão para uma zona de clima perturbado, com ventos sustentados de até 55 km/h (34 mph) sendo detectado no lado sul da circulação por scatterometer. Neste momento, o distúrbio estava localizado a aproximadamente 2.375 km (1.475 mi) a oeste de Jacarta, Indonésia. Météo-France observou que o renascimento da atividade convectiva na bacia foi provavelmente devido à interação entre uma onda de Kelvin que se move para leste e uma onda de Rossby que se move para o oeste. A perturbação moveu-se para o oeste sem muito desenvolvimento, eventualmente se fundindo com o vale quase equatorial em 13 de agosto.

## Nomes de tempestades
Dentro do sudoeste do Oceano Índico, depressões tropicais e subtropicais que são consideradas com velocidades de vento sustentadas de 10 minutos de 65 km/h (40 mph) pelo Centro Meteorológico Regional Especializado da Ilha de La Réunion, França (RSMC La Réunion) geralmente recebem um nome. No entanto, são os Centros Sub-regionais de Aconselhamento de Ciclones Tropicais nas Maurícias e Madagáscar que dão nome aos sistemas. O Centro Consultivo Sub-Regional de Ciclones Tropicais nas Maurícias nomeia uma tempestade caso se intensifique em uma tempestade tropical moderada entre 55°E e 90°E. Se, em vez disso, um ciclone se intensificar em uma tempestade tropical moderada entre 30°E e 55°E, o Centro Consultivo Sub-Regional de Ciclones Tropicais em Madagascar atribui o nome apropriado à tempestade.
A partir da temporada 2016-17, as listas de nomes no Sudoeste do Oceano Índico foram alternadas em uma base trienal. Os nomes das tempestades são usados apenas uma vez, portanto, qualquer nome de tempestade usado este ano seria removido da rotação e substituído por um novo nome para a temporada 2020-21. Nomes não usados em 2017–18 permaneceriam na lista para a temporada 2020–21.
| - Ambali - Belna - Calvinia - Diane - Esami - Francisco - Gabekile - Herold - Irondro | - Jeruto - Kundai (sem usar) - Lisebo (sem usar) - Michel (sem usar) - Nousra (sem usar) - Olivier (sem usar) - Pokera (sem usar) - Quincy (sem usar) - Rebaone (sem usar) | - Salama (sem usar) - Tristan (sem usar) - Ursula (sem usar) - Violet (sem usar) - Wilson (sem usar) - Xila (sem usar) - Yekela (sem usar) - Zania (sem usar) |

Após a temporada, os seis nomes utilizados foram automaticamente retirados e substituídos por Alicia, Bongoyo, Chalane, Danilo, Eloise e Faraji, respectivamente para a temporada 2020-21.

## Efeitos sazonais
Esta tabela lista todos os ciclones tropicais e ciclones subtropicais que foram monitorados durante a temporada de ciclones do Sudoeste do Oceano Índico de 2017–2018. Informações sobre sua intensidade, duração, nome, áreas afetadas vêm principalmente do RSMC La Réunion. Os relatórios de mortes e danos vêm de relatórios da imprensa ou da agência nacional de gerenciamento de desastres relevante, enquanto os totais de danos são fornecidos em 2017 ou 2018 USD.
| Nome                | Datas ativo             | Classificação máxima           | Velocidade de vento sustentados | Pressão              | Áreas afetadas                           | Danos (USD)   | Fatalidades  | Refs |
| ------------------- | ----------------------- | ------------------------------ | ------------------------------- | -------------------- | ---------------------------------------- | ------------- | ------------ | ---- |
| One                 | 22 – 25 julho           | Zona de distúrbio de tempo     | 35 km/h (25 mph)                | 1001 hPa (29.6 inHg) | Nenhum                                   | Nenhum        | Nenhum       |      |
| Belna               | 2 – 11 dezembro         | Ciclone tropical               | 155 km/h (95 mph)               | 965 hPa (28.5 inHg)  | Seychelles, Maiotte, Comoros, Madagáscar | > $25 milhões | 9            |      |
| Ambali              | 3 – 7 dezembro          | Ciclone tropical muito intenso | 220 km/h (135 mph)              | 930 hPa (27 inHg)    | Nenhum                                   | Nenhum        | Nenhum       |      |
| Calvinia            | 27 dezembro – 1 janeiro | Ciclone tropical               | 120 km/h (75 mph)               | 970 hPa (29 inHg)    | Mauritius, Rodrigues                     | Desconhecido  | Nenhum       |      |
| 05                  | 19 – 23 janeiro         | Depressão tropical             | 55 km/h (35 mph)                | 999 hPa (29.5 inHg)  | Nenhum                                   | Nenhum        | Nenhum       |      |
| Diane               | 22 – 26 janeiro         | Tempestade tropical severa     | 100 km/h (60 mph)               | 990 hPa (29 inHg)    | Madagascar, Réunion, Mauritius           | Desconhecido  | 31           |      |
| Esami               | 23 – 26 janeiro         | Tempestade tropical moderada   | 85 km/h (50 mph)                | 990 hPa (29 inHg)    | Rodrigues                                | Desconhecido  | Desconhecido |      |
| Francisco           | 3 – 15 fevereiro        | Tempestade tropical moderada   | 85 km/h (50 mph)                | 994 hPa (29.4 inHg)  | Madagascar                               | Desconhecido  | 1            |      |
| Gabekile            | 13 – 17 fevereiro       | Intense tropical cyclone       | 165 km/h (105 mph)              | 950 hPa (28 inHg)    | Nenhum                                   | Nenhum        | Nenhum       |      |
| Herold              | 12 – 20 março           | Ciclone tropical intenso       | 165 km/h (105 mph)              | 955 hPa (28.2 inHg)  | Madagascar, Ilha de Tromelin             | Desconhecido  | 5            |      |
| Irondro             | 1 – 6 abril             | Intense tropical cyclone       | 175 km/h (110 mph)              | 950 hPa (28 inHg)    | Nenhum                                   | Nenhum        | Nenhum       |      |
| Jeruto              | 13 – 16 abril           | Tempestade tropical moderada   | 75 km/h (45 mph)                | 999 hPa (29.5 inHg)  | Nenhum                                   | Nenhum        | Nenhum       |      |
| Totais da temporada |                         |                                |                                 |                      |                                          |               |              |      |
| 12 sistemas         | 22 julho – 16 abril     |                                | 220 km/h (135 mph)              | 930 hPa (27 inHg)    |                                          | >$25 milhões  | 46           |      |